# Tibor Serly
Tibor Serly (ur. 25 listopada 1901 w Losonc, zm. 8 października 1978 w Londynie) – amerykański kompozytor pochodzenia węgierskiego.

## Życiorys
W 1905 roku wyemigrował wraz z rodziną do Stanów Zjednoczonych, w 1911 roku otrzymał amerykańskie obywatelstwo. Muzyki początkowo uczył się u ojca, Lajosa, ucznia Ferenca Liszta i założyciela teatru węgierskiego w Nowym Jorku. W latach 1922–1925 studiował w Akademii Muzycznej w Budapeszcie, gdzie jego nauczycielami byli Zoltán Kodály (kompozycja), Jenő Hubay (skrzypce) i Leó Weiner (instrumentacja), studia ukończył z najwyższą notą. Po powrocie do Stanów Zjednoczonych był altowiolistą Cincinnati Symphony Orchestra (1926–1927), Philadelphia Orchestra (1928–1935) i NBC Symphony Orchestra (1937–1938). Po 1938 roku poświęcił się pracy pedagogicznej i komponowaniu. 
Był bliskim przyjacielem Béli Bartóka. Po śmierci kompozytora w 1945 roku dokończył 17 ostatnich taktów jego III Koncertu fortepianowego, a także dokonał na podstawie szkiców rekonstrukcji Koncertu na altówkę.

## Twórczość
Opracował własny multimodalny system chromatyczny, oparty na stałym podziale skali chromatycznej na dwa oddzielne segmenty. Nadał mu nazwę Modus lascivus. Począwszy od końca lat 40. XX wieku, niektóre z utworów kompozytora zostały napisane w tej właśnie technice.
Był autorem prac  A Second Look at Harmony (1965), Modus Lascivus: The Road to Enharmonicism (1976) i The Rhetoric of Melody (wraz z Normanem Newtonem, 1978).

## Wybrane kompozycje
(na podstawie materiałów źródłowych)

### Utwory orkiestrowe
- 2 symfonie (I 1931, II na instrumenty dęte i perkusję 1932)
- Transylvanian Rhapsody (1926)
- Koncert na altówkę i orkiestrę (1929)
- Contrapuntal Divertissement na 2 harfy i smyczki (1931)
- 6 Dance Designs (1933)
- poemat symfoniczny The Pagan City (1932–1938)
- Transylvanian Suite na orkiestrę kameralną (1935, zrewid. 1947)
- Sonata concertante na orkiestrę smyczkową (1936)
- 2 suity z baletu Mischchianza (1936–1937)
- suita symfoniczna Colonial Pageant (1937)
- Midnight Madrigal na trąbkę i orkiestrę (1939)
- Koncert na 2 fortepiany i orkiestrę (1943–1958)
- Rapsodia na altówkę i orkiestrę (1947)
- American Elegy (1947)
- American Fantasy of Quodlibets (1950)
- 4 Centuries Suite na orkiestrę dętą (1953)
- Koncert na skrzypce i instrumenty dęte drewniane (1953–1958)
- Koncert na puzon i orkiestrę kameralną (1954)
- Fun with Instruments (1954)
- Lament (Homage to Bartók) (1955)
- Wariacje symfoniczne na orkiestrę i publiczność (1956)
- Symfonia na orkiestrę smyczkową (1958)
- Symphony in 4 Cycles na orkiestrę smyczkową (1960)
- 3 wariacje na temat pieśni starowęgierskiej na orkiestrę dętą (1964)
- Concertino 3 x 3 na fortepian i orkiestrę kameralną (1965)
- Canonic Fugue in 10 Voices na orkiestrę smyczkową (1971)
- Muzyka na 2 harfy i smyczki (1976)

### Utwory kameralne
- Sonata na skrzypce i fortepian (1923)
- Kwartet smyczkowy (1924)
- Threnody na 4 wiolonczele lub 4 rogi (1933, nowa wersja 1973)
- Innovations na 2 harfy i kwartet smyczkowy (1934, nowa wersja na harfę i orkiestrę smyczkową 1964)
- Sonata na skrzypce solo (1947)
- Trio na klarnet, skrzypce i fortepian (1949)
- Canonic Prelude na 4 harfy (1967)
- Chorale na 3 harfy (1967)
- Adagio i Scherzo na flet (1968)
- Rondo Fantasy in Stringometrics na skrzypce i harfę (1969)
- Fantasy on Double Quodlibet na 3 harfy (1972)

### Utwory fortepianowe
- I Sonata (1946)
- 40 etiud (1947–1960)
- Suita na 2 fortepiany (1946)

### Utwory wokalno-instrumentalne
- Consovowels (I na sopran 1968, II–III na sopran i klarnet 1970–1971, IV–V na sopran i skrzypce 1974)
- 4 Songs from Chamber Music na sopran i orkiestrę (1926)
- Strange Story na mezzosopran i orkiestrę (1927)
- Musical Play on Ancient Mississippi Folksong Ballads na głosy solowe, chór i orkiestrę (1930–1975)
- Anniversary Cantate on a Quodlibet na zespół wokalny i małą orkiestrę (1966)
- kantata The Pleiades na głosy solowe, chór i orkiestrę (1975)

### Balety
- Mischchianza (1937)
- Ex machina (1943)
- Cast out (1973)